# Brînți-Țerkovni, Jîdaciv
Brînți-Țerkovni (în ucraineană Бринці-Церковні) este un sat în comuna Vîbranivka din raionul Jîdaciv, regiunea Liov, Ucraina.

## Demografie
Componența lingvistică a localității Brînți-Țerkovni
     Ucraineană (99,77%)
     Alte limbi (0,23%)
Conform recensământului din 2001, majoritatea populației localității Brînți-Țerkovni era vorbitoare de ucraineană (99,77%), existând în minoritate și vorbitori de alte limbi.